# Kang Shin-hyo
Kang Shin-Hyo (en hangul, 강신효; nacido en Seúl el 13 de agosto de 1989) es un actor surcoreano.

## Carrera
Kang Shin-hyo debutó en cine con la película independiente The Russian Novel, de Shin Yeon-sik, con el papel del protagonista de la primera parte, que tiene su mismo nombre: se trata de un aspirante escritor que no sabe cómo empezar a contar sus historias.
Su debut en televisión se produjo en 2013 con la serie Iris II: New Generation. En ella, en el episodio 12, interpreta el papel de Jang-chul, el guardaespaldas del exdirector de la NSS y líder del grupo terrorista Iris, Baek San.
Dos años después, en 2015 tuvo un pequeño papel en la exitosa serie Six Flying Dragons como Lee Bang-gan, el cuarto hijo del rey Taejo de la dinastía Joseon. Continuó teniendo breves papeles en otras series de gran éxito, como My Sassy Girl y While You Were Sleeping, (en esta última solo una aparición especial en un episodio) ambas de 2017. Mayor relevancia tuvo, en el mismo año, su papel como Kwon Dae-woong, el joven detective alegre y bonachón en la serie policíaca Oh, the Mysterious.
En 2019 protagonizó junto a Chung Ye-jin la película de misterio The Uncle, con el personaje del tío, un hombre silencioso y brutal que acaba de salir de prisión y va a vivir con su sobrina.
En octubre de 2021 la agencia del actor, Ace Factory, comunicó que habían recibido una propuesta para interpretar el papel de Pan Seo-hyeon en la tercera temporada de la serie Amor (invitados especiales: matrimonio y divorcio), en sustitución de Sung Hoon, que había abandonado el reparto.En 2023 rodó, con buena parte del equipo de esta serie, incluido el director, el drama de venganza Perfect Marriage Revenge.

## Filmografía

### Películas
| Año  | Título                       | Hangul               | Papel          | Ref.   |
| ---- | ---------------------------- | -------------------- | -------------- | ------ |
| 2012 | The Russian Novel            | 러시안 소설          | Shin-hyo       | [ 13 ] |
| 2013 | Rough Play                   | 배우는 배우다        | Woo-geun       | [ 1 ]  |
| 2015 | The Avian Kind               | 조류인간             | Cazador joven  |        |
| 2015 | Sorry, I Love You, Thank You | 미안해 사랑해 고마워 | Lee Jong-hyeok |        |
| 2018 | Champion                     | 챔피언               | Combo          | [ 14 ] |
| 2019 | The Uncle                    | 삼촌                 | Hombre         | [ 10 ] |

### Series de televisión
| Año  | Título                                             | Papel                     | Canal     | Notas                      | Ref.                 |
| ---- | -------------------------------------------------- | ------------------------- | --------- | -------------------------- | -------------------- |
| 2013 | Iris II: New Generation                            | Jang Chul                 | KBS2      |                            | [ 5 ]                |
| 2014 | Steal Heart                                        | Kim Nam-Soo               | JTBC      |                            |                      |
| 2014 | You Are the Only One                               | Nam Hye-Sung              | KBS1      |                            |                      |
| 2015 | Six Flying Dragons                                 | Lee Bang-Gan              | SBS       |                            | [ 6 ]                |
| 2017 | My Sassy Girl                                      | Wol-Myung                 | SBS       |                            | [ 7 ]                |
| 2017 | Distorted                                          | Kim Jin-Woo/Moon Shin-Nam | SBS       |                            | [ 2 ]                |
| 2017 | While You Were Sleeping                            | Gyu-won                   | SBS       | Aparición especial, ep. 10 | [ 8 ]                |
| 2017 | Oh, the Mysterious                                 | Kwon Dae-woong            | SBS       |                            | [ 9 ] [ 15 ]         |
| 2020 | Forest of Secrets 2                                | Lee Yong-ho               | tvN       |                            | [ 16 ]               |
| 2022 | Amor (invitados especiales: matrimonio y divorcio) | Pan Sa-hyeon              | TV Chosun | Tercera temporada          | [ 17 ] [ 18 ] [ 19 ] |
| 2022 | Insider                                            | Hong Jae-sun              | JTBC      |                            | [ 20 ]               |
| 2023 | Perfect Marriage Revenge                           | Seo Jong-wook             | MBN       |                            | [ 12 ] [ 21 ]        |
| 2025 | Sin piedad para nadie                              | Hong Hyun-seok            | Netflix   | Serie web                  |                      |

## Discografía

### Sencillos
| Año  | Título                         | Disco                                        | Notas             | Ref.   |
| ---- | ------------------------------ | -------------------------------------------- | ----------------- | ------ |
| 2022 | 걱정말아요 («No te preocupes») | Love (ft. Marriage and Divorce) 3 OST Part 5 | Con Lee Min-young | [ 22 ] |

## Premios y nominaciones
| Año  | Premio                     | Categoría              | Papel             | Resultado |
| ---- | -------------------------- | ---------------------- | ----------------- | --------- |
| 2014 | 1st Wildflower Film Awards | Mejor actor            | The Russian Novel | Nominado  |
| 2014 | 1st Wildflower Film Awards | Mejor actor revelación | The Russian Novel | Nominado  |
| 2017 | 25th SBS Drama Awards      | Mejor actor revelación | Distorted         | Nominado  |